# Erfrischungstuch

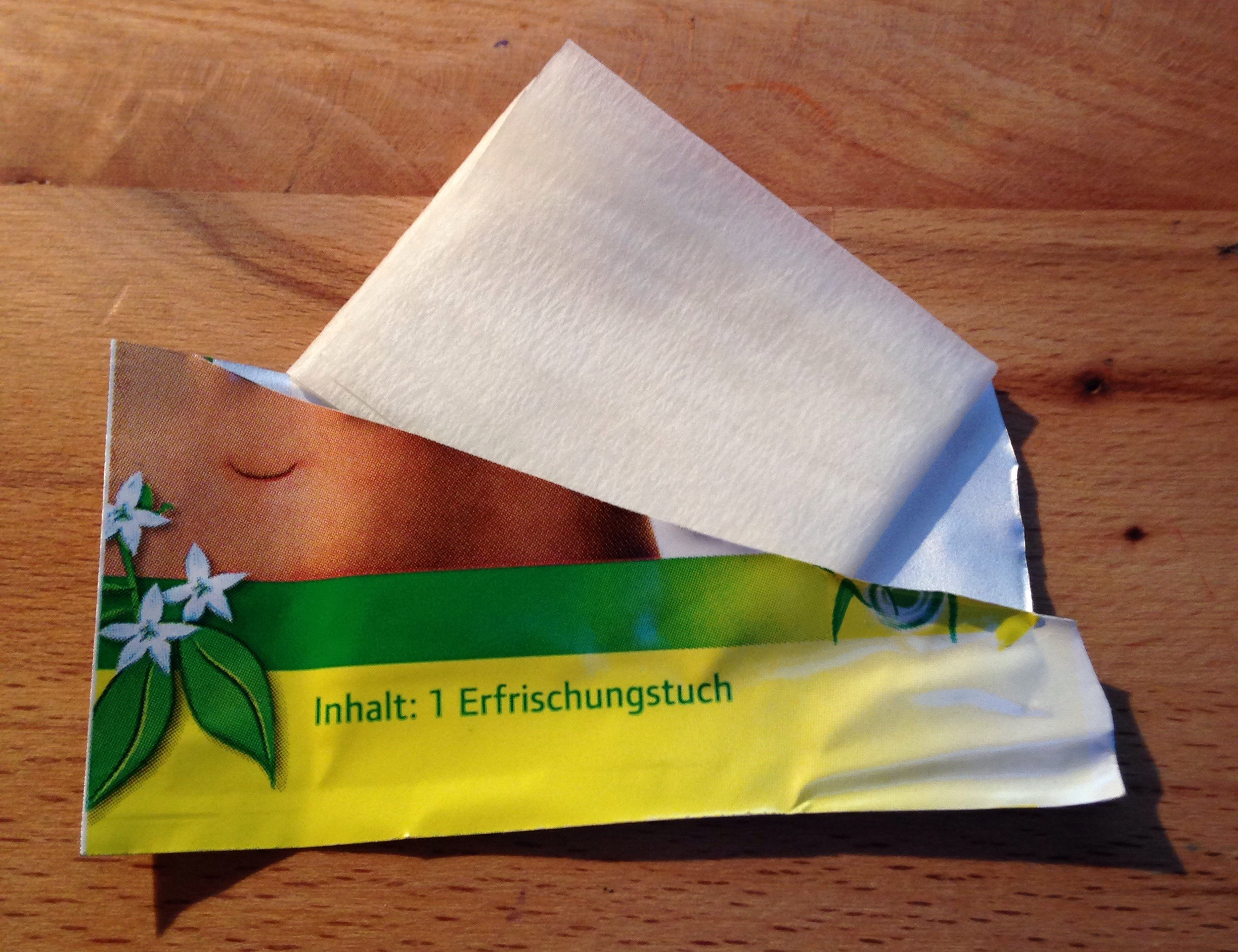
Erfrischungstuch

Ein Erfrischungstuch ist ein Papier- oder Baumwolltuch, das mit einer Flüssigkeit aus Wasser und evtl. Alkohol getränkt ist und oftmals parfümiert ist, zum Beispiel mit Zitrusduft. Es ist in einer Packung aus Folie luftdicht verschlossen. Es dient als Erfrischung für heiße Sommertage oder als Reinigungstuch für unterwegs.
Ein Erfrischungstuch ist auch Bestandteil der deutschen Einmannpackung, hergestellt vom Unternehmen Beinio in Kalkar. Das Unternehmen hält auch ein Gebrauchsmuster für ein Erfrischungstuch mit desinfizierender Wirkung.